# K'inich Janaab' Pakal
K'inich Janaab' Pakal (març del 603 – agost del 683), més conegut com a Pacal el Gran (o Pakal II), va ser un rei maia de la ciutat estat de Palenque durant el període clàssic d'Amèrica tardà de les cultures mesoamericanes precolombines.

## Biografia

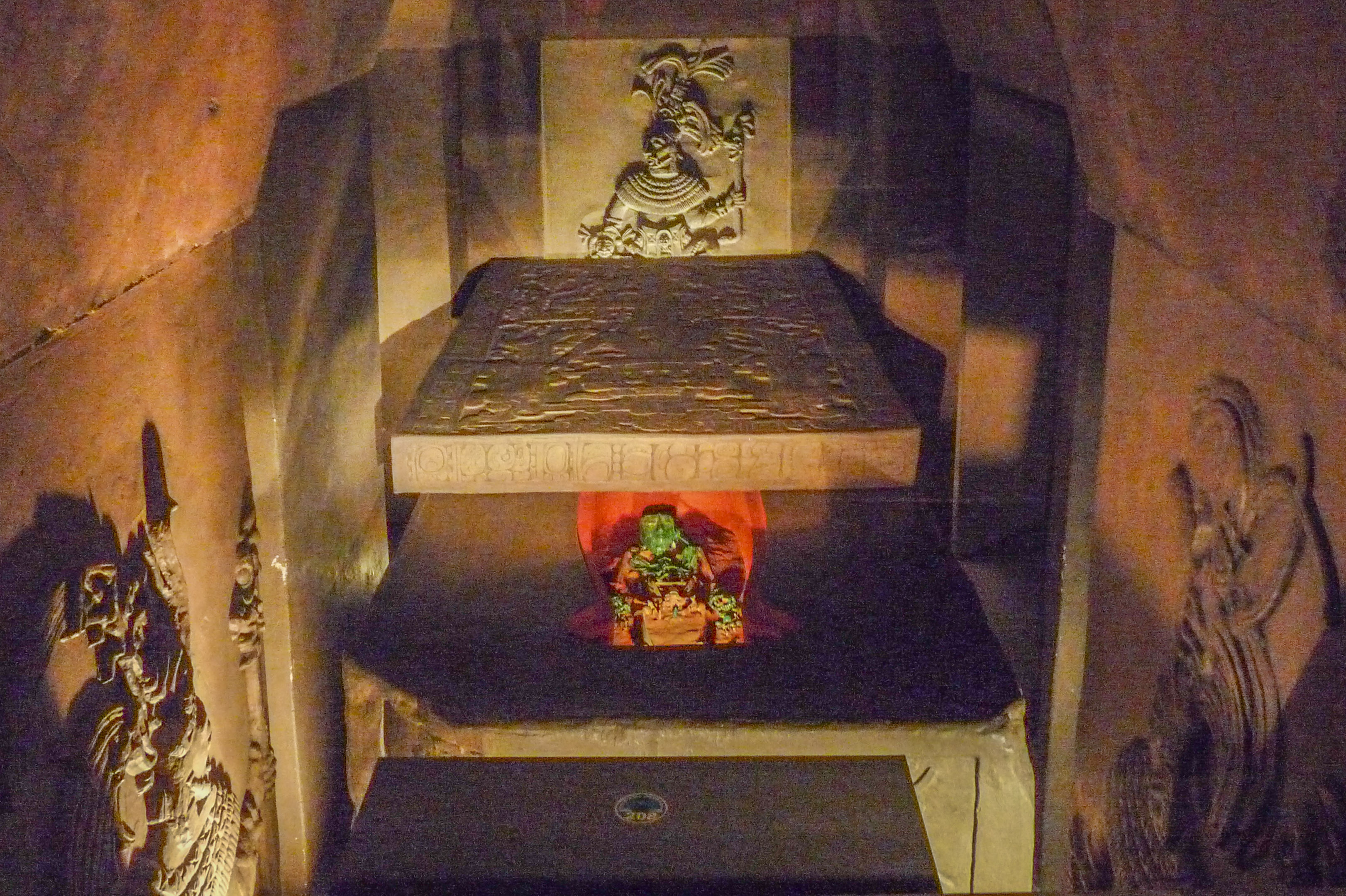
Aixovar funerari i reproducció de la tomba de Pakal (Museo Nacional de Antropología)

K'inich Janaab Pakal va néixer el 23 de març del 603 (compte llarg 9.8.9.13.0, roda calendàrica 8 Ahaw 13 Pop), fill de la princesa Sak K'uk', Au Blanca (~580 - 640), que era descendent de la família regnant. Son pare, K'an Mo' Hix, probablement no provenia d'una dinastia governant; se sap que va morir el 643. Pacal es va casar amb Tz'akbu Ajaw (~612 - 672), amb qui va tenir tres fills, dos dels quals van succeir-lo, K'inich Kan Balam II (635 - 702) i K'inich K'an Joy Chitam II (644 - ~721); el tercer, Tiwol Chan Mat (647 - 680), que no va arribar a regnar mai, va ser el pare dels següents governants de Palenque, successors de K'inich K'an Joy Chitam II.

## La tomba
La tomba de Pakal es va trobar al conegut temple de les Inscripcions de Palenque. La troballa va ser de l'arqueòleg francès (nacionalitzat mexicà) Alberto Ruz Lhuillier, el 1949; mentre examinava el terra del temple, es va adonar que hi havia una dotzena de forats a terra, disposats de forma simètrica, que podien haver servit per a ancorar o suportar un tron. En observar de prop els forats, va detectar una escletxa a la llosa i una cavitat buida a sota. El 15 de juny del 1952, van acabar de treure la runa que obstruïa el pas i van arribar a la cambra funerària.

## Galeria fotogràfica

### Arquitectura

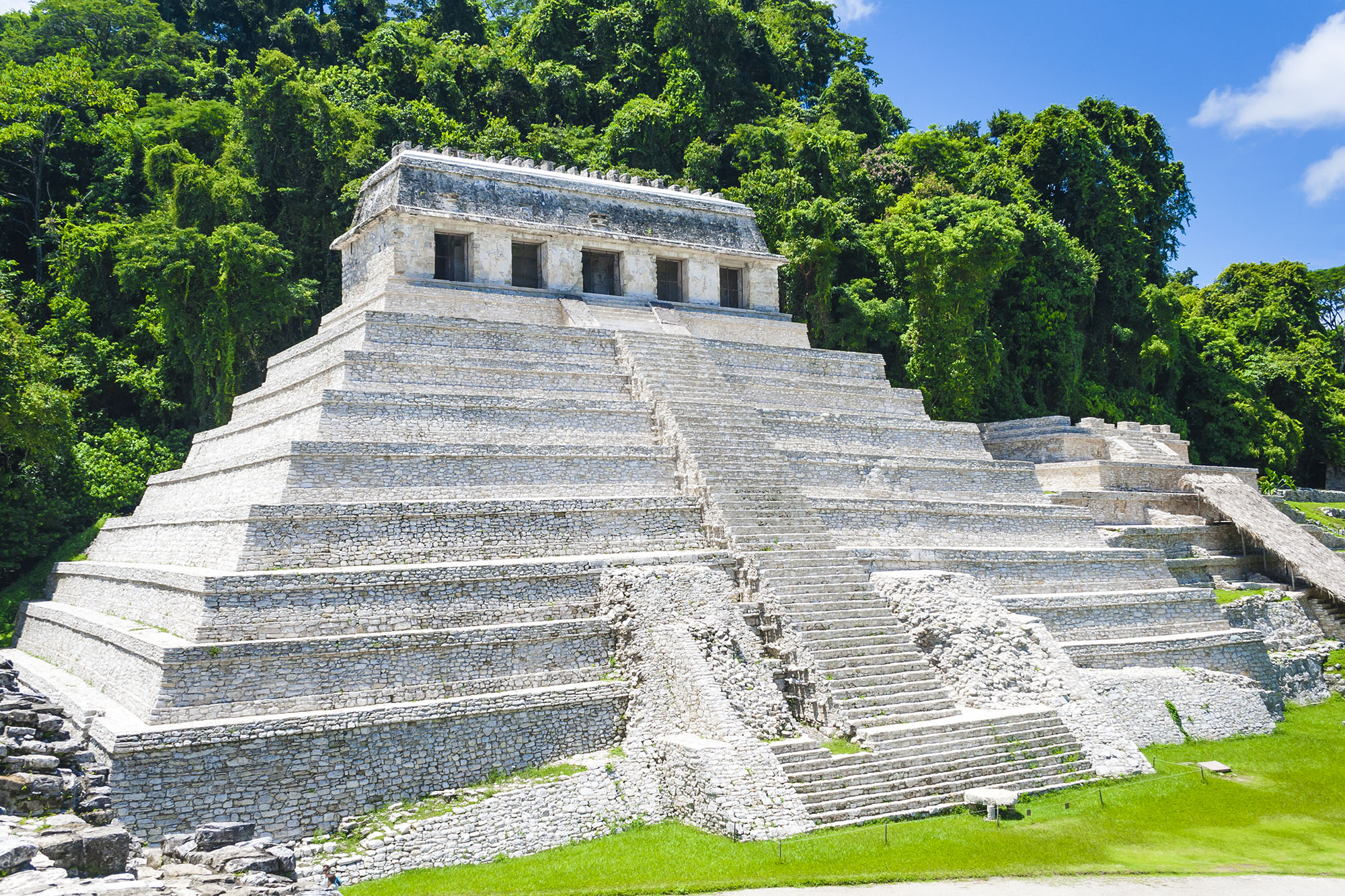
Temple de les inscripcions, vista general
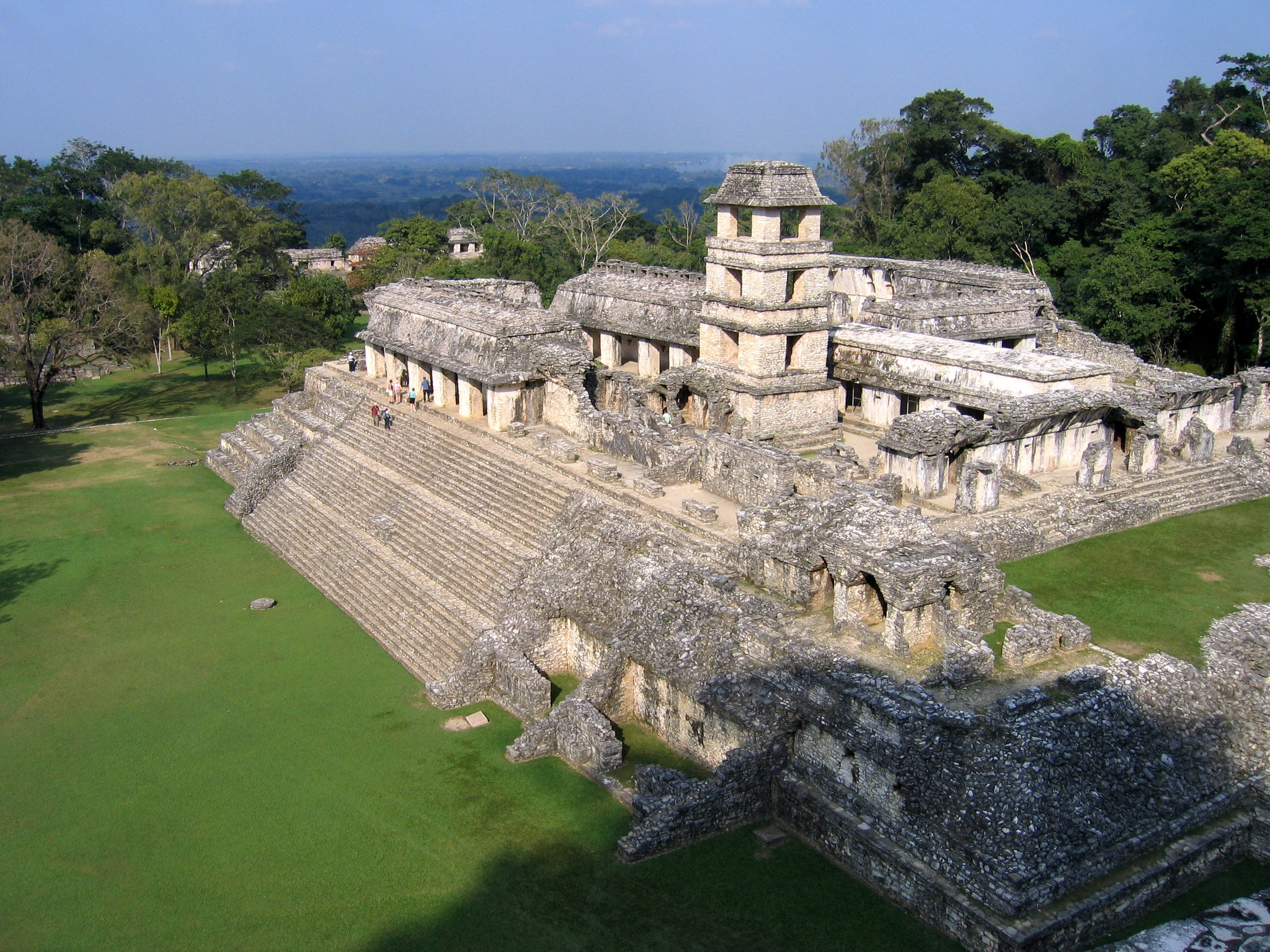
Palau de Palenque, vista general
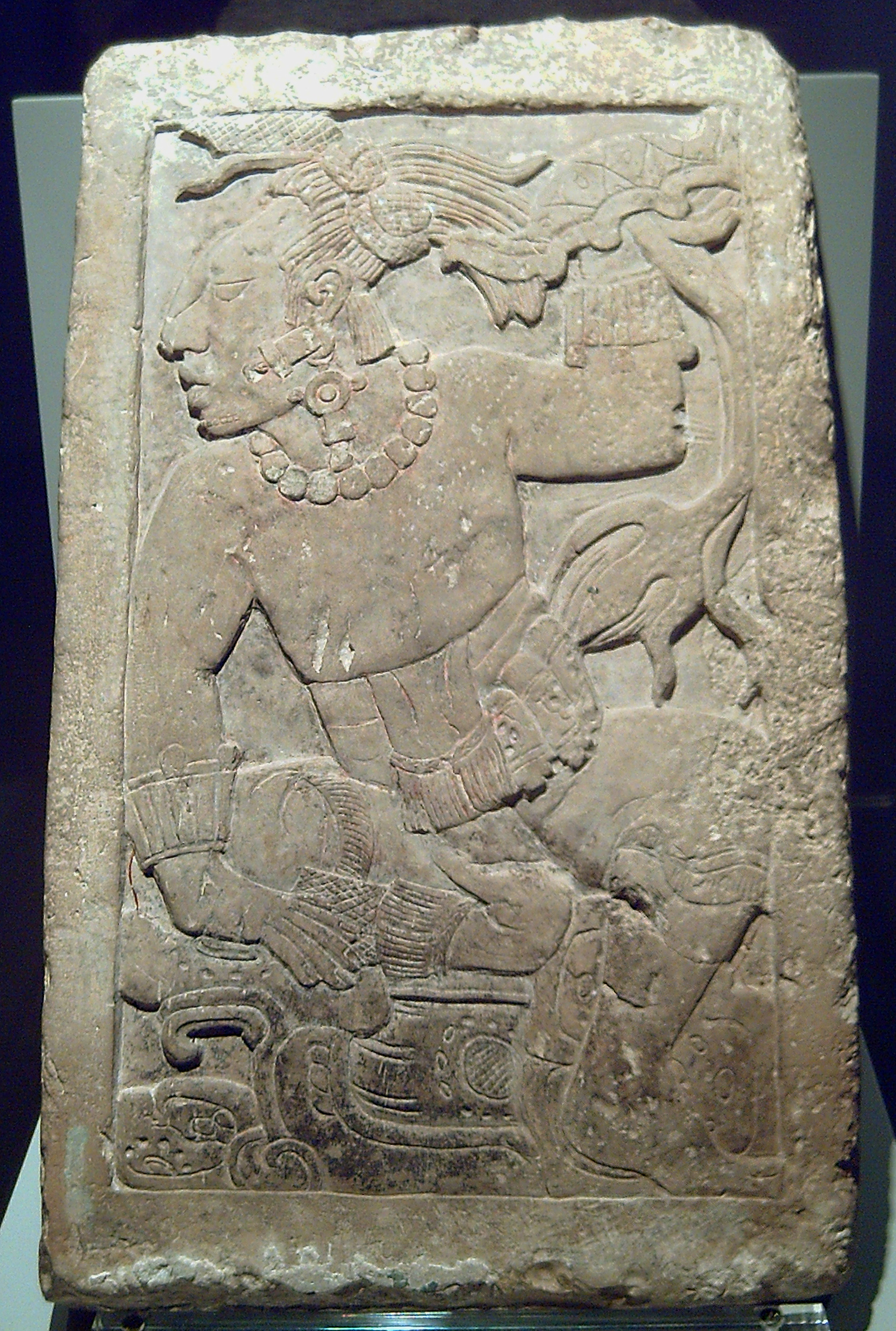
Estela de Madrid, part del tron trobat al pati central del palau, avui al Museo de América

### Aixovar funerari

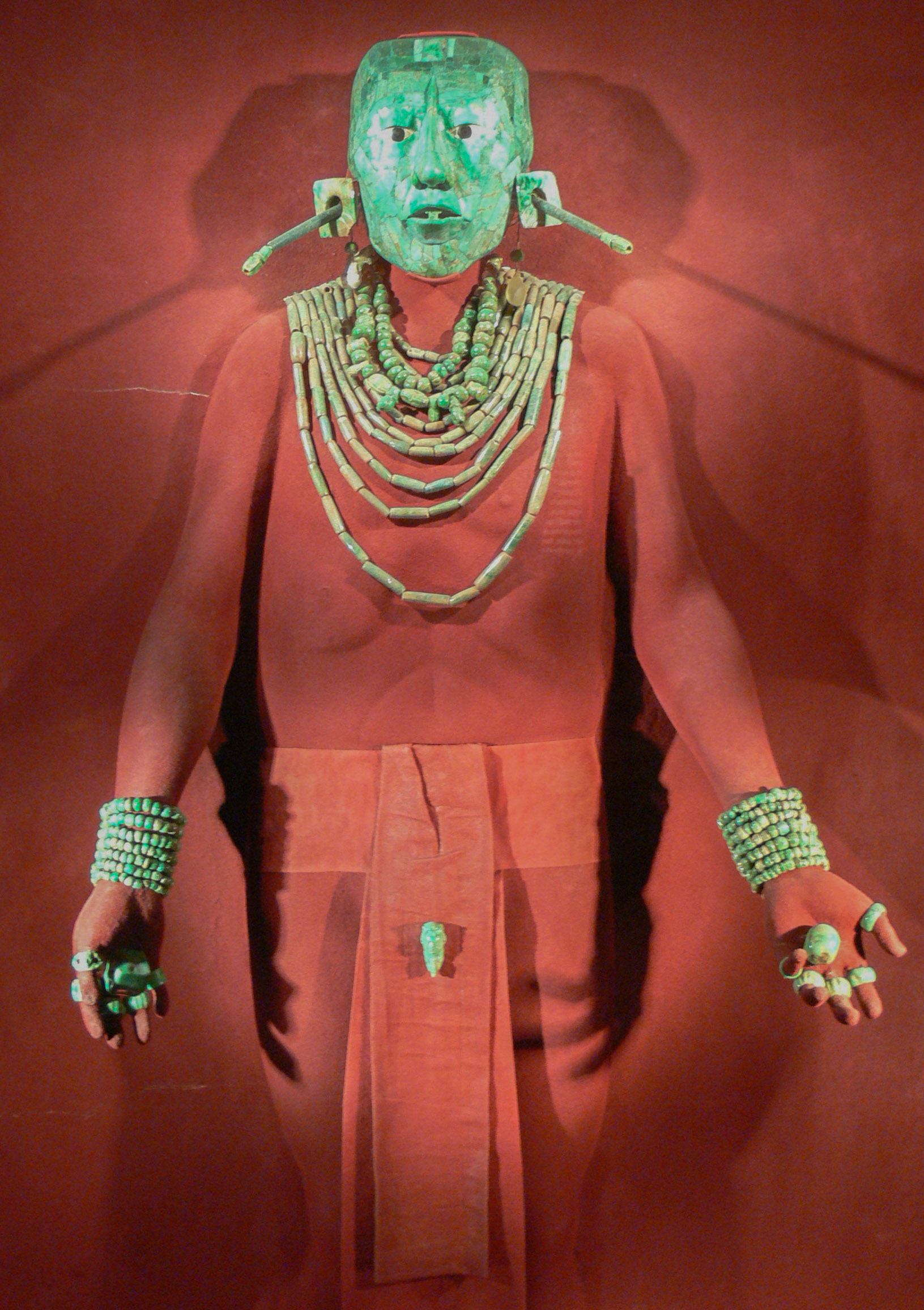
Joies de l'aixovar funerari
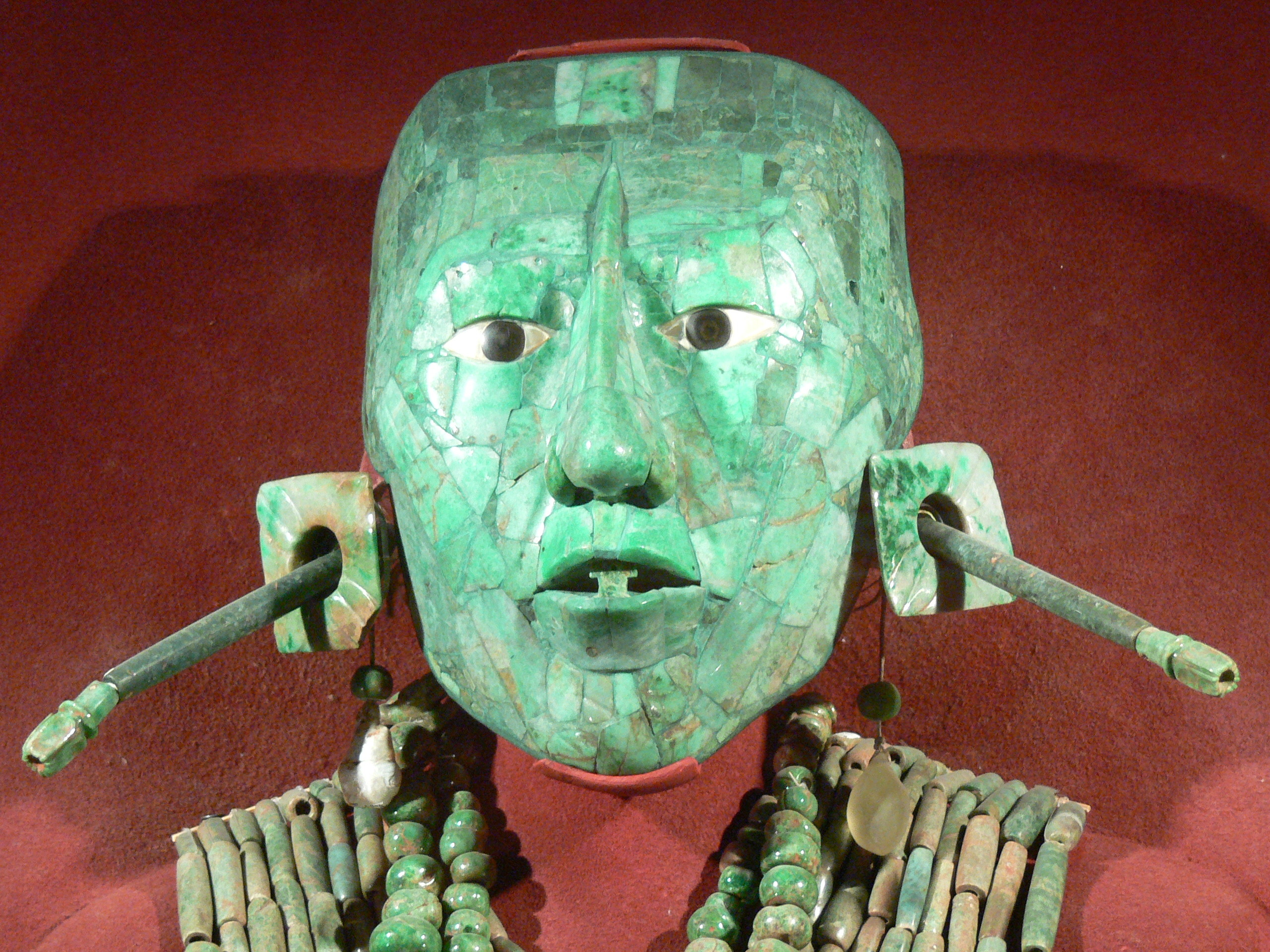
Màscara funerària
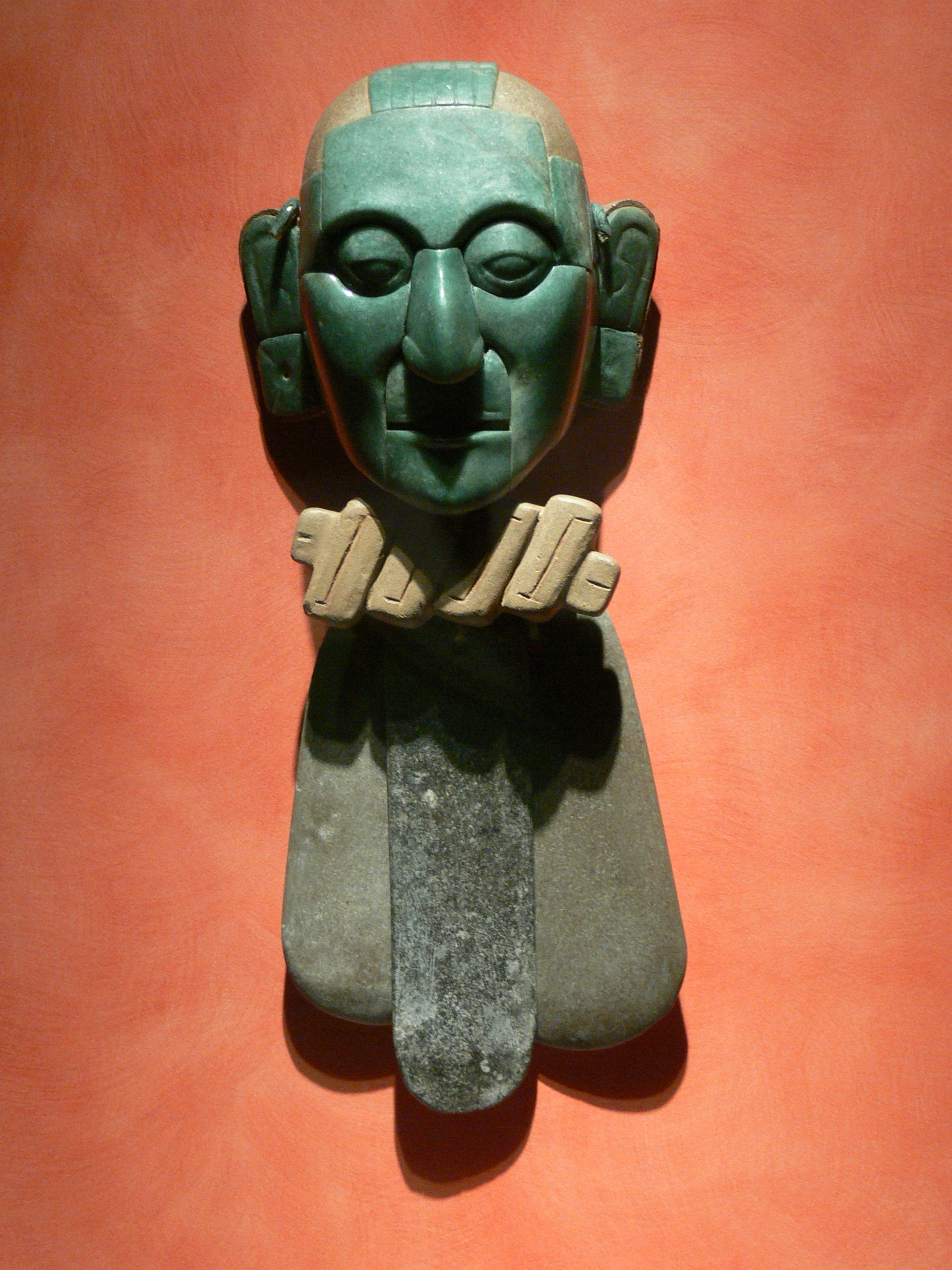
Màscara del cinturó cerimonial